# 杞梓里村
杞梓里村，是中华人民共和国安徽省黄山市歙县杞梓里镇下辖的一个村级行政单位，为镇政府所在地。全村共有15个村民组，4859人，其中1451人在外务工。
杞梓里村自1230年左右太原王氏迁入。2016年，杞梓里村公布为中国传统村落，古街石板已恢复 。杞梓里村还是王茂荫出生地。